# 임성지구
임성지구는 전라남도 목포시의 옥암동 임성리역 인근에 개발되는 남악신도시의 2단계 택지지구 사업이다.

## 개요
임성지구는 전남도청이 이전해 와서 조성된 남악신도시의 2단계 택지지구 사업이다. 그러나 전남개발공사가 남악신도시의 오룡지구 등 도 내 다른 사업 개발로 인해 더 이상 개발 여력이 없어 임성지구 개발을 유보하여 결국 목포시 측에서는 임성지구를 쪼개서 행정구역이 목포인 구역만 독자적으로 개발하기로 하였다. 시는 석현동, 옥암동 일원 약 200만m2 부지에 주거·상업·생태복합도시 등 약 1만 7천400여명을 수용할 수 있는 21세기형 미래지향적·친환경적 도시를 조성할 계획이다.

## 역세권
임성지구 중심에는 건설중인 호남고속철도의 시종착역이 될 임성리역이 있다. 이를 바탕으로 KTX 역세권을 개발할 예정이다.

## 개발 현황
현재 목포시가 단독으로 추진하고 있는 임성지구는 남악신도시 2단계 택지지구 사업의 임성지구에서 무안지역을 제외한 목포시 전지역이다. 석현삼거리에서부터 임성리역부근까지 개발지역 대상이다. 사업비는 약2000억정도이며 제3섹터 환지방식으로 추진되었다. 시는 2013년 10월 전라남도로부터 개발구역 지정을 받았다. 그리하여 내년 6월초에 개발계획 수립 승인을 받아 실시설계 및 환지설계를 하고 2016년 ~ 2017년에 착공을 시작하여 2020년부터 택지 조성을 할 예정이다.

## 참조
1. ↑  “목포시 우선 개발..과제와 전망은?”. 2013년 12월 2일에 원본 문서에서 보존된 문서. 2013년 11월 17일에 확인함.